# Dolnopolubenský tunel
Dolnopolubenský tunel je železniční tunel na katastrálním území Desná na úseku regionální železniční trati 036 Liberec–Tanvald–Harrachov mezi zastávkami Desná-Riedlova vila – Dolní Polubný v km 30,376–30,542. Tunel je součástí souboru kulturní památky Železniční ozubnicová trať Tanvald - Kořenov s provozními objekty.

## Historie
Úsek trati z Liberce do Jablonce nad Nisou byl zprovozněn v roce 1888, v roce 1894 došlo k otevření pokračování trati z Jablonce nad Nisou do Tanvaldu. Úsek z Tanvaldu do Kořenova byl budován se záměrem propojit stávající tratě Liberec–Tanvald a Železný Brod – Tanvald s plánovanou tratí Jelenia Góra – Kořenov (Zackenbahn), neboli propojit Rakousko-Uhersko s Pruskem. Trať z Tanvaldu do Kořenova byla zprovozněna 1. července 1902 a 1. října 1902 z Kořenova do Harrachova, kde byla trať napojena na Německé dráhy. Úsek Tanvald–Kořenov měl provozní délku 6,7 km s výškovým rozdílem 235,1 m, sklon trati dosahuje 58 ‰ a je vybaven ozubnicí. V roce 1992 byl tento úsek Ministerstvem kultury České republiky prohlášen kulturní památkou. Na celém úseku trati bylo postaveno deset tunelů.

## Popis
Jednokolejný tunel se nachází na železniční trati Liberec–Tanvald–Harrachov v úseku mezi zastávkami Desná-Riedlova vila – Dolní Polubný. Byl postaven v roce 1890 ve výběžku svahu vrchu Hutní hora (762 m n. m.) a zprovozněn v roce 1902. Tunel leží v nadmořské výšce 535 m a měří 166,3 m.
V blízkosti tunelu se nachází kulturní památka Riedlova hrobka, postavená pro majitele desenských skláren.